# Denham Town
Denham Town es un barrio predominantemente residencial en el centro-oeste de Kingston, Jamaica. Tiene una reputación como una de las zonas más violentas de Kingston.

## Comodidades
Hay una estación de policía, y dos escuelas: Primaria del Pueblo y Denham Denham Ciudad Alta.

## Gente notable
- Ken Boothe, músico y cantante